# Nazionale maschile di canoa polo della Francia
La nazionale di canoa polo della Francia rappresenta tale nazione ai Mondiali e agli Europei. È una delle squadre più titolate, avendo vinto due Mondiali, tre Europei (fra cui l'ultimo) e un World Game.

## Piazzamenti
- 1994 : 5°
- 1996 : 4°
- 1998 : 6°
- 2000 : 6°
- 2002 : 4°
- 2004 : 4°
- 2006 :  1°
- 2008 :  2°
- 2010 :  1°
- 2012 :  3°

- 1995 :  2°
- 1997 :  1°
- 1999 :  1°
- 2001 : 4°
- 2003 : 4°
- 2005 : 5°
- 2007 :  3°
- 2009 : 6°
- 2011 :  1°

- 2005 : 5°
- 2009 :  1°

## Rosa 2012
Qui sotto è elencata la rosa dei convocati per il mondiale 2012.
- 1 Bretenoux Thomas
- 3 Thobie Vivien
- 4 Brodoux Martin
- 5 Barbey Francois
- 6 Belat Patrice
- 8 Morel Romain
- 9 Gohier Maxime